# Volente
Volente är en ort (village) i Travis County i Texas. Vid 2010 års folkräkning hade Volente 520 invånare.